# Il re nero
Il re nero è un romanzo di fantascienza del 2011 di Maico Morellini. Vincitore del Premio Urania 2010, è anche il romanzo d'esordio dell'autore ed è stato pubblicato nel novembre 2011, numero 1576 della collana Urania.

## Trama
Polis Aemilia, città-stato del futuro nata dall'unione di Reggio Emilia, Modena e Bologna, ridisegnata sulla base delle antiche polis greche e sorta dalle ceneri delle terribile crisi dei Dissonanti, è un isolato faro di ordine nel caos del paese.
Nella necropoli reggiana vive Riccardo Mieli, investigatore privato impegnato in un'indagine all'apparenza semplice: la morte di una prostituta per mano di un politico della Polis. Ma lo spettro dei Dissonanti, esseri geneticamente modificati e alieni alla normale umanità, e inquietanti giochi politici minacciano l'indagine dell'investigatore che ben presto si trasforma in una micidiale partita a scacchi tra lui e il misterioso Re Nero.